# Volumen distribucije
Volumen distribucije, ili očigledni volumen distribucije, je farmakološka teoretska zapremina koju bi totalna količina unetog leka zauzela (da je lek ravnomerno distribuiran) kad bi lek u celom telu bio prisutan u koncentraciji koju ima u krvnoj plazmi. Stoga, ako je VD velik, to pokazuje da je lek u krvnoj plazmi razređeniji nego što bi trebalo da bude, što znači da je veći deo razmešten u tkivu (tj. nije u plazmi). To se definiše kao distribucija leka između plazme i ostatka tela nakon oralnog ili parenteralnog doziranja. Lekovi sa visokom lipidnom rastvorljivošću, malim brzinama jonizacije ili neznatnom sposobnošću vezivanja u plazmi, imaju veće volumene distribucije od lekova koji su polarniji, u većoj meri jonizovani ili ispoljavaju visok nivo vezivanja u plazmi u telesnom okruženju.
Volumen distribucije može da bude povećan usled zatajenja bubrega (zbog retencije fluida) i zatajenja jetre (zbog izmenjene telesne tečnosti i vezivanja za proteine plazme). Nasuprot tome može biti umanjen dehidracijom.
Inicijalni volumen distribucije opisuje koncentraciju u krvi pre dostizanja očiglednog volumena distribucije. Za ovu veličinu se koristi ista formula.

## Jednačine
Volumen distribucije je definisan sledećom jednačinom:
{\displaystyle {V_{D}}={\frac {\mathrm {Q} }{\mathrm {C_{p}} }}}
gde je:
- = totalna količina leka u telu
- = koncentracija leka u plazmi

Doza leka koja je neophodna da bi ostvarila određena koncentracija u plazmi se može odrediti ako je njegova  vrednost poznata.  nije fiziološka vrednost; ona ja prvenstveno izraz načina na koji je se lek distribuira u telu u zavisnosti od nekoliko fizikohemijskih svojstava, npr. rastvorljivost, naelektrisanje, veličina molekula, etc. 
Volumen distribucije se tipično izražava u (ml ili l)/kg telesne težine.  kod dece je tipično veći nego kod odraslih, mada su deca manja i lakša. Promene telesne kompozicije sa godinama uzrokuju smanjenje  vrednosti.
 se takođe može koristiti za određivanje brzine kojom lek prelazi u tkivne kompartmane iz krvi:
{\displaystyle {V_{D}}={V_{P}}+{V_{T}}\left({\frac {fu}{fu_{t}}}\right)}
gde je:
- = zapremina plazme
- = očevidna zapremina tkiva
- = nevezana frakcija u plazmi
- = nevezana frakcija u tkivu